# Torneo LINAFA 2012-2013
El torneo CICADEX 2012-2013 (por motivos de patrocinio) cuenta con 64 equipos, con un sistema de fases que en total son 6. Descienden 10 equipos y asciende un equipo que obtendrá el derecho de participar en la Segunda División de Costa Rica.

## Desarrollo
- Primera Fase: Consta de 64 equipos. Sistema de clasificación por grupos siendo los equipos ordenados por medio de varios aspectos tales como la localización geográfica en el país y la economía de los clubes. Descienden los últimos de cada grupo y avanzan a la siguiente fase los 4 mejores de cada grupo. En total son 10 grupos (el grupo "F" tiene 2 subdivisiones), todos con diferentes cantidades de equipos.

- Segunda Fase: Consta de 40 equipos. Sistema de clasificación por grupos. Serán en total 10 cuadrangulares donde los equipos jugarán entre sí 2 veces. Solo clasifican los 2 primeros lugares.

- Tercera Fase: Consta de 20 equipos. Sistema de clasificación por eliminación directa ida y vuelta.

- Cuarta Fase: Costa de 10 equipos. Sistema de clasificación por eliminación directa ida y vuelta. Clasifican los ganadores de las respectivas series y el mejor perdedor de los 5 equipos eliminados.

- Quinta Fase: Consta de 6 equipos. Sistema de clasificación por grupos. Se harán 2 grupos con 3 equipos cada uno y los ganadores de cada grupo pasan a la gran final.

- Final: Se jugará entre el 5 y 12 de mayo. El ganador tendrá el derecho de participar la próxima temporada en la Segunda División de Costa Rica.

## Torneo

### Primera Fase: Grupos Provinciales
En esta fase los 64 equipos se dividen en grupos por provincia y se enfrentan entre ellos para definir los 4 clasificados por grupo a la Segunda Fase, e igualmente los cuadros por grupo que se envían a Cuadrangulares por el NO Descenso la Tercera División de LINAFA. Se utilizarán los siguientes colores para resaltar lo expuesto anteriormente: 
|     | Asciende a la Liga de Ascenso (Segunda División) 2013-2014              |
|     | Clasificado a la Siguiente Fase del Torneo de LINAFA                    |
|     | Compite en grupo por el No Descenso a Tercera División de LINAFA        |
|     | Desciende a la Tercera División de LINAFA 2013-2014                     |
| (D) | Equipo que descendió de la Liga de Ascenso (Segunda División) 2011-2012 |

#### Grupo A: San José A
|  |    | Equipo                  | PJ | G | E | P  | GF | GC | Dif | Pts |
|  | -- | ----------------------- | -- | - | - | -- | -- | -- | --- | --- |
|  | 1. | Atl. Junior (Hatillo 8) | 12 | 9 | 1 | 2  | 26 | 13 | +13 | 28  |
|  | 2. | BCJ La Uruca            | 12 | 6 | 3 | 3  | 19 | 14 | +5  | 21  |
|  | 3. | AD. San Felipe          | 12 | 4 | 5 | 3  | 20 | 16 | +4  | 17  |
|  | 4. | AD. Sagrada Familia     | 12 | 4 | 4 | 4  | 18 | 16 | +2  | 16  |
|  | 5. | San Francisco Dos Ríos  | 12 | 3 | 6 | 3  | 21 | 21 | 0   | 15  |
|  | 6. | Danubio FC              | 12 | 4 | 3 | 5  | 23 | 19 | +4  | 15  |
|  | 7. | Orión Escazú FC         | 12 | 0 | 2 | 10 | 6  | 34 | -28 | 2   |

#### Grupo B: San José B
|  |    | Equipo                       | PJ | G | E | P  | GF | GC | Dif | Pts |
|  | -- | ---------------------------- | -- | - | - | -- | -- | -- | --- | --- |
|  | 1. | AD. San Luis - Sta. Teresita | 12 | 9 | 1 | 2  | 33 | 17 | +16 | 28  |
|  | 2. | AD. San Rafael Abajo         | 12 | 7 | 3 | 2  | 26 | 18 | +8  | 24  |
|  | 3. | AD. Valencia                 | 12 | 7 | 2 | 3  | 35 | 17 | +18 | 23  |
|  | 4. | Arenal Coronado              | 12 | 5 | 1 | 6  | 17 | 23 | -6  | 16  |
|  | 5. | San Francis                  | 12 | 5 | 1 | 6  | 14 | 20 | -6  | 16  |
|  | 6. | Club Sport Guadalupe         | 12 | 3 | 1 | 8  | 18 | 34 | -16 | 10  |
|  | 7. | Montes de Oca                | 12 | 1 | 1 | 10 | 13 | 26 | -13 | 4   |

#### Grupo C: Alajuela A
|  |    | Equipo              | PJ | G | E | P | GF | GC | Dif | Pts |
|  | -- | ------------------- | -- | - | - | - | -- | -- | --- | --- |
|  | 1. | Comunal Cacao       | 12 | 8 | 1 | 3 | 27 | 22 | +5  | 25  |
|  | 2. | Selección de Canoas | 12 | 6 | 2 | 4 | 22 | 17 | +5  | 20  |
|  | 3. | Sarchí FC           | 12 | 4 | 4 | 4 | 18 | 13 | +5  | 16  |
|  | 4. | Municipal Santa Ana | 12 | 3 | 4 | 5 | 20 | 23 | -3  | 13  |
|  | 5. | Higuiteña           | 12 | 3 | 1 | 8 | 22 | 34 | -12 | 10  |

#### Grupo D: Alajuela B
|  |    | Equipo              | PJ | G | E | P | GF | GC | Dif | Pts |
|  | -- | ------------------- | -- | - | - | - | -- | -- | --- | --- |
|  | 1. | La Virgen Sarapiquí | 12 | 9 | 1 | 2 | 31 | 15 | +16 | 28  |
|  | 2. | Zarcero FC          | 12 | 5 | 3 | 4 | 26 | 77 | -1  | 18  |
|  | 3. | Upala FC            | 12 | 5 | 3 | 4 | 21 | 22 | -1  | 18  |
|  | 4. | COFUTPA Palmares    | 12 | 4 | 3 | 5 | 19 | 20 | -1  | 15  |
|  | 5. | Río Frío Sarapiquí  | 12 | 1 | 2 | 9 | 15 | 32 | -17 | 5   |

#### Grupo E: Heredia
|  |    | Equipo                       | PJ | G | E | P  | GF | GC | Dif | Pts |
|  | -- | ---------------------------- | -- | - | - | -- | -- | -- | --- | --- |
|  | 1. | AD San Rafael Hdia           | 12 | 9 | 2 | 1  | 39 | 21 | +18 | 29  |
|  | 2. | AD Santo Domingo             | 12 | 6 | 2 | 4  | 29 | 22 | +7  | 20  |
|  | 3. | AD Barrealeña                | 12 | 5 | 4 | 3  | 24 | 13 | +11 | 19  |
|  | 4. | AD La Suiza (Mercedes Norte) | 12 | 5 | 4 | 3  | 25 | 17 | +8  | 19  |
|  | 5. | AD. San Pablo                | 12 | 5 | 2 | 5  | 24 | 23 | +1  | 17  |
|  | 6. | Los Ángeles (Mercedes Norte) | 12 | 3 | 1 | 8  | 18 | 33 | -15 | 10  |
|  | 7. | Barva FC                     | 12 | 1 | 1 | 10 | 14 | 43 | -29 | 4   |

#### Grupo F: Limón

##### Subgrupo A
|  |    | Equipo                  | PJ | G | E | P | GF | GC | Dif | Pts |
|  | -- | ----------------------- | -- | - | - | - | -- | -- | --- | --- |
|  | 1. | AD. Fútbol de Siquirres | 12 | 9 | 1 | 2 | 31 | 15 | +16 | 28  |
|  | 2. | Deportivo Caribe Sur    | 12 | 5 | 3 | 4 | 26 | 27 | -1  | 18  |
|  | 3. | Matineña                | 12 | 5 | 3 | 4 | 21 | 22 | -1  | 18  |
|  | 4. | Caribe FC               | 12 | 4 | 3 | 5 | 19 | 20 | -1  | 15  |
|  | 5. | La Francia FC           | 12 | 1 | 2 | 9 | 15 | 32 | -17 | 5   |

##### Subgrupo B
|  |    | Equipo          | PJ | G | E | P | GF | GC | Dif | Pts |
|  | -- | --------------- | -- | - | - | - | -- | -- | --- | --- |
|  | 1. | CISA-Pocora FC  | 9  | 4 | 4 | 1 | 15 | 11 | +4  | 16  |
|  | 2. | Real Lemusa     | 9  | 4 | 2 | 3 | 15 | 13 | +2  | 14  |
|  | 3. | AD. Guajira (D) | 9  | 2 | 5 | 2 | 12 | 11 | +1  | 11  |
|  | 4. | AD Cariareña    | 9  | 1 | 3 | 5 | 14 | 21 | -7  | 6   |

(D) = Equipo que descendió de la Liga de Ascenso (Segunda División) 2011-2012

#### Grupo G: Cartago
|  |    | Equipo                  | PJ | G  | E | P  | GF | GC | Dif | Pts |
|  | -- | ----------------------- | -- | -- | - | -- | -- | -- | --- | --- |
|  | 1. | Pumas Orosi FC          | 15 | 11 | 3 | 1  | 40 | 17 | +23 | 36  |
|  | 2. | Municipal Guarco        | 15 | 11 | 1 | 4  | 47 | 15 | +32 | 34  |
|  | 3. | Estudiantil Guadalupana | 15 | 6  | 5 | 4  | 33 | 27 | +6  | 23  |
|  | 4. | Selección de Pejibaye   | 15 | 5  | 3 | 7  | 33 | 27 | +6  | 18  |
|  | 5. | Paraíso Praxis          | 15 | 3  | 5 | 7  | 25 | 49 | -24 | 14  |
|  | 6. | A.D. Tarrazú (*)        | 15 | 0  | 1 | 14 | 9  | 44 | -35 | 1   |

(*) Se retiró del Torneo

#### Grupo H: Zona Sur
|  |    | Equipo                 | PJ | G | E | P | GF | GC | Dif | Pts |
|  | -- | ---------------------- | -- | - | - | - | -- | -- | --- | --- |
|  | 1. | AD. Municipal Parrita  | 12 | 9 | 1 | 2 | 31 | 17 | +14 | 28  |
|  | 2. | Atlético Quepos        | 12 | 6 | 1 | 5 | 31 | 18 | +13 | 19  |
|  | 3. | Colorado de Corredores | 12 | 5 | 2 | 5 | 20 | 23 | -3  | 17  |
|  | 4. | Selección de Osa       | 12 | 4 | 2 | 6 | 23 | 25 | -2  | 14  |
|  | 5. | Olla Cero              | 12 | 2 | 2 | 8 | 17 | 39 | -22 | 8   |

#### Grupo I: Puntarenas
|  |    | Equipo                 | PJ | G  | E | P  | GF | GC | Dif | Pts |
|  | -- | ---------------------- | -- | -- | - | -- | -- | -- | --- | --- |
|  | 1. | Jicaral Sercoba        | 15 | 10 | 1 | 4  | 34 | 11 | +23 | 31  |
|  | 2. | ADR Cóbano             | 15 | 9  | 2 | 4  | 24 | 14 | +10 | 29  |
|  | 3. | Municipal Puntarenas   | 15 | 9  | 2 | 4  | 39 | 24 | +15 | 29  |
|  | 4. | AD. San Buenaventura   | 15 | 9  | 1 | 5  | 30 | 25 | +5  | 28  |
|  | 5. | AD. Herradura (*)      | 15 | 3  | 0 | 12 | 14 | 35 | -21 | 9   |
|  | 6. | AD Guarial Paquera (*) | 15 | 2  | 0 | 13 | 9  | 41 | -32 | 6   |
|  | 7. | C.D.M. Puntarenas (+)  | -  | -  | - | -  | -  | -  | -   | -   |

(*) Se retiró del Torneo
(+) Equipo expulsado al inicio del Torneo luego de dos incomparecencias.

#### Grupo J: Guanacaste
|  |    | Equipo                 | PJ | G | E | P | GF | GC | Dif | Pts |
|  | -- | ---------------------- | -- | - | - | - | -- | -- | --- | --- |
|  | 1. | AD. Santa Rosa         | 12 | 6 | 4 | 2 | 42 | 19 | +23 | 22  |
|  | 2. | AD. Colorado Abangares | 12 | 6 | 2 | 4 | 28 | 22 | +6  | 20  |
|  | 3. | AD. Cuajiniquil        | 12 | 5 | 4 | 3 | 27 | 27 | 0   | 19  |
|  | 4. | Sardinal FC (*)        | 12 | 6 | 1 | 5 | 30 | 22 | +8  | 19  |
|  | 5. | Patiño FC              | 12 | 4 | 3 | 5 | 27 | 32 | -5  | 15  |
|  | 6. | Nandayureña            | 12 | 4 | 1 | 7 | 21 | 40 | -19 | 13  |
|  | 7. | S.D. Ruiz Moracia      | 12 | 2 | 3 | 7 | 14 | 27 | -13 | 9   |

(*) Sancionado por incomparecencia a un partido

## Segunda Fase
La segunda fase consta de 10 grupos para obtener los 20 equipos que continúan en la lucha por el Ascenso, y 5 grupos para definir los equipos que descenderán a Tercera División de LINAFA. Esta fase concluyó el 24 de febrero de 2013.

#### Grupo Uno
|  |    | Equipo                  | PJ | Pts |
|  | -- | ----------------------- | -- | --- |
|  | 1. | Municipal Santa Ana     | 6  | 15  |
|  | 2. | Sarchí FC               | 6  | 10  |
|  | 3. | Atl. Junior (Hatillo 8) | 5  | 7   |
|  | 4. | BCJ La Uruca            | 5  | 0   |

#### Grupo Dos
|  |    | Equipo              | PJ | Pts |
|  | -- | ------------------- | -- | --- |
|  | 1. | AD. Sagrada Familia | 6  | 13  |
|  | 2. | Selección de Canoas | 6  | 11  |
|  | 3. | AD. San Felipe      | 6  | 7   |
|  | 4. | Comunal de Cacao    | 6  | 3   |

#### Grupo Tres
|  |    | Equipo                       | PJ | Pts |
|  | -- | ---------------------------- | -- | --- |
|  | 1. | AD La Suiza (Mercedes Norte) | 6  | 11  |
|  | 2. | AD. San Luis - Sta. Teresita | 6  | 10  |
|  | 3. | AD Barrealeña                | 6  | 7   |
|  | 4. | AD. San Rafael Abajo         | 6  | 6   |

#### Grupo Cuatro
|  |    | Equipo             | PJ | Pts |
|  | -- | ------------------ | -- | --- |
|  | 1. | AD Santo Domingo   | 6  | 12  |
|  | 2. | AD San Rafael Hdia | 6  | 9   |
|  | 3. | Arenal Coronado    | 5  | 5   |
|  | 4. | AD. Valencia       | 5  | 3   |

#### Grupo Cinco
|  |    | Equipo               | PJ | Pts |
|  | -- | -------------------- | -- | --- |
|  | 1. | Deportivo Caribe Sur | 6  | 11  |
|  | 2. | CISA Pocora          | 6  | 9   |
|  | 3. | COFUTPA-Palmares     | 6  | 9   |
|  | 4. | Alianza de Upala     | 6  | 4   |

#### Grupo Seis
|  |    | Equipo                  | PJ | Pts |
|  | -- | ----------------------- | -- | --- |
|  | 1. | AD. Fútbol de Siquirres | 6  | 14  |
|  | 2. | Zarcero FC              | 6  | 13  |
|  | 3. | La Virgen Sarapiquí     | 6  | 4   |
|  | 4. | Real Lemusa             | 6  | 2   |

#### Grupo Siete
|  |    | Equipo              | PJ | Pts |
|  | -- | ------------------- | -- | --- |
|  | 1. | Municipal Guarco    | 6  | 16  |
|  | 2. | AS Pumas Orosi      | 6  | 11  |
|  | 3. | Colorado Corredores | 6  | 7   |
|  | 4. | Selección de Osa    | 6  | 0   |

#### Grupo Ocho
|  |    | Equipo                  | PJ | Pts |
|  | -- | ----------------------- | -- | --- |
|  | 1. | Atlético Quepos         | 6  | 15  |
|  | 2. | AD. Municipal Parrita   | 6  | 11  |
|  | 3. | Estudiantil Guadalupana | 5  | 4   |
|  | 4. | Selección de Pejibaye   | 5  | 1   |

#### Grupo Nueve
|  |    | Equipo               | PJ | Pts |
|  | -- | -------------------- | -- | --- |
|  | 1. | Jicaral Sercoba      | 6  | 12  |
|  | 2. | AD Cuajiniquil       | 6  | 10  |
|  | 3. | Sardinal de Carrillo | 6  | 8   |
|  | 4. | ADR Cóbano           | 6  | 1   |

#### Grupo Diez
|  |    | Equipo                | PJ | Pts |
|  | -- | --------------------- | -- | --- |
|  | 1. | Municipal Puntarenas  | 6  | 11  |
|  | 2. | AD. San Buenaventura  | 6  | 9   |
|  | 3. | Colorado de Abangares | 6  | 8   |
|  | 4. | AD. Santa Rosa        | 6  | 3   |

### Segunda Fase: Por el NO Descenso

#### Grupo Once
|  |    | Equipo                    | PJ | Pts |
|  | -- | ------------------------- | -- | --- |
|  | 1. | San Francisco de Dos Ríos | 3  | 9   |
|  | 2. | Danubio FC                | 4  | 6   |
|  | 3. | Orión Escazú              | 5  | 0   |

#### Grupo Doce
|  |    | Equipo                   | PJ | Pts |
|  | -- | ------------------------ | -- | --- |
|  | 1. | CCDR. Montes de Oca      | 4  | 7   |
|  | 2. | San Francis FC           | 4  | 7   |
|  | 3. | Club Sport Guadalupe (*) | 4  | 3   |

(*) Desciende por incomparecencia a un partido

#### Grupo Trece
|  |    | Equipo                       | PJ | Pts |
|  | -- | ---------------------------- | -- | --- |
|  | 1. | Los Ángeles (Mercedes Norte) | 3  | 9   |
|  | 2. | Barva FC                     | 4  | 6   |
|  | 3. | AD. San Pablo (*)            | 3  | 3   |

(*) Se retiró del Torneo.

#### Grupo Catorce
|  |    | Equipo         | PJ | Pts |
|  | -- | -------------- | -- | --- |
|  | 1. | Caribe FC      | 1  | 3   |
|  | 2. | AD Guajira     | 1  | 0   |
|  | 3. | Matineña (*)   | 0  | 0   |
|  | 4. | La Francia (*) | 0  | 0   |

(*) Se retiró del Torneo.

#### Grupo Quince
|  |    | Equipo          | PJ | Pts |
|  | -- | --------------- | -- | --- |
|  | 1. | Ruiz Moracia    | 2  | 6   |
|  | 2. | Patiño FC (*)   | 3  | 3   |
|  | 2. | Nandayureña (*) | 1  | 0   |

(*) Se retiró del Torneo

### Tercera Fase
Esta fase se enfrentan en series directas los 20 equipos clasificados de la ronda anterior, para obtener los 10 equipos que clasificarán a la siguiente etapa.

| Serie  | Equipo Local Ida             | Resultado         | Equipo Local Vuelta          | Ida   | Vuelta |
| ------ | ---------------------------- | ----------------- | ---------------------------- | ----- | ------ |
| Uno    | Municipal Santa Ana          | 6 - 2             | Selección de Canoas          | 3 - 1 | 3 - 1  |
| Dos    | AD. Sagrada Familia          | 2 - 1             | Sarchí FC                    | 0 - 0 | 2 - 1  |
| Tres   | AD La Suiza (Mercedes Norte) | 2 - 5             | AD San Rafael Hdia           | 1 - 2 | 1 - 3  |
| Cuatro | AD Santo Domingo             | 3 - 3 (P: 4 - 3)  | AD. San Luis - Sta. Teresita | 3 - 2 | 0 - 1  |
| Cinco  | Deportivo Caribe Sur         | 5 - 2             | Zarcero FC                   | 0 - 1 | 5 - 1  |
| Seis   | AD. Fútbol de Siquirres      | 6 - 3             | CISA Pocora                  | 3 - 2 | 3 - 1  |
| Siete  | Municipal Guarco             | 3 - 2             | AD. Municipal Parrita        | 2 - 0 | 1 - 2  |
| Ocho   | Atlético Quepos              | 5 - 3             | AS Pumas Orosi               | 3 - 3 | 2 - 0  |
| Nueve  | Jicaral Sercoba              | 5 - 5 (TE: 1 - 0) | AD. San Buenaventura         | 4 - 1 | 1 - 4  |
| Diez   | Municipal Puntarenas         | 6 - 3             | Sardinal de Carrillo         | 3 - 0 | 3 - 3  |

### Cuarta Fase
Esta fase se enfrentan en series directas los 10 equipos clasificados de la ronda anterior, para obtener los 6 equipos que clasificarán a la siguiente etapa (los 5 ganadores de las series y adicionalmente el mejor perdedor).

| Serie  | Equipo Local Ida     | Resultado         | Equipo Local Vuelta     | Ida   | Vuelta |
| ------ | -------------------- | ----------------- | ----------------------- | ----- | ------ |
| Uno    | Municipal Santa Ana  | 1 - 2             | AD. Sagrada Familia     | 0 - 1 | 1 - 1  |
| Dos    | AD San Rafael Hdia   | 2 - 0             | AD Santo Domingo        | 1 - 0 | 1 - 0  |
| Tres   | Deportivo Caribe Sur | 2 - 3             | AD. Fútbol de Siquirres | 1 - 2 | 1 - 1  |
| Cuatro | Municipal Guarco     | 3 - 3 (TE: 2 - 0) | Atlético Quepos         | 1 - 3 | 2 - 0  |
| Cinco  | Jicaral Sercoba      | 3 - 3 (P: 4 - 2)  | Municipal Puntarenas    | 1 - 2 | 1 - 0  |

Nota: Atlético Quepos clasifica como Mejor Perdedor por mayor cantidad de goles como visitante.

### Semifinal
En esta temporada se implementó jugar dos triangulares semifinales, y el ganador de cada triangular avanza a la Final

#### Triangular Uno
|  |    | Equipo              | PJ | Pts |
|  | -- | ------------------- | -- | --- |
|  | 1. | Jicaral Sercoba     | 5  | 7   |
|  | 2. | AD. Sagrada Familia | 6  | 5   |
|  | 3. | Atlético Quepos     | 5  | 1   |

#### Triangular Dos
|  |    | Equipo                  | PJ | Pts |
|  | -- | ----------------------- | -- | --- |
|  | 1. | AD. Fútbol de Siquirres | 6  | 12  |
|  | 2. | AD San Rafael Hdia      | 6  | 9   |
|  | 3. | Municipal Guarco        | 6  | 0   |

### Final
| Equipo Local Ida        | Resultado   | Equipo Local Vuelta | Ida   | Vuelta |
| ----------------------- | ----------- | ------------------- | ----- | ------ |
| AD. Fútbol de Siquirres | 2 - 0 (4-5) | Jicaral Sercoba     | 1 - 0 | 1 - 0  |